# Paratrichophaea
Paratrichophaea är ett släkte av svampar. Paratrichophaea ingår i familjen Pyronemataceae, ordningen skålsvampar, klassen Pezizomycetes, divisionen sporsäcksvampar och riket svampar.